# Pidgin (logiciel)
Pour les articles homonymes, voir Pidgin (homonymie).
Pidgin (anciennement Gaim) est un logiciel libre client de messagerie instantanée multiprotocole, multiplate-forme et multilingue. Il permet de se connecter aux protocoles XMPP, IRC, ICQ/AIM, Google Talk et Yahoo! Messenger.
Pidgin est un logiciel utilisant la bibliothèque GTK+, ce qui lui a valu d'être, durant quelques années, le client de messagerie instantanée officiel du bureau GNOME. Il fut remplacé par Empathy à partir de la version 2.28 de GNOME.
Publié sous GNU GPL, il est disponible pour GNU/Linux, Windows et BSD. Sous Mac OS X, Adium est un client équivalent à Pidgin. Il existe une version de Pidgin portable pour clé USB.
Pidgin a été écrit en séparant l'interface graphique du code fonctionnel. Ainsi, toutes les fonctionnalités ayant trait aux connexions aux réseaux de messagerie instantanée et à la gestion des comptes sont regroupées dans la bibliothèque libpurple, permettant à d'autres logiciels libres d'utiliser ces mêmes fonctionnalités.

## Histoire de nommage
Gaim (GTK+ AOL Instant Messenger) a été renommé en Pidgin le 6 avril 2007 en raison de plaintes de la société AOL. Le nom utilisant la marque déposée AIM de AOL. Libgaim a été renommé en libpurple et gaim-text est devenu Finch.

## Fonctionnalités
Le logiciel fonctionne sous plusieurs systèmes d’exploitation, dont Windows et plusieurs systèmes Unix tels que GNU/Linux et BSD. Il intègre plusieurs protocoles (14 en standard et plus de 10 autres via des greffons). Depuis la version 2.6, Pidgin gère la visioconférence et la VoIP avec le protocole XMPP. Les serveurs mandataires (proxies) HTTP ou SOCKS 4 ou 5 sont supportés.
Il est possible de paramétrer plusieurs comptes d’accès pour chaque protocole ou service et de déclencher des scripts automatisés sur une action précise lors des changements d'états du contact (appelé Buddy Pounces). Les contacts utilisant des protocoles/services différents sont regroupés en un contact unique. Chaque contact peut aussi recevoir un ou plusieurs alias locaux.
La fenêtre des messages utilise des onglets pour gérer les conversations qui sont enregistrées dans des fichiers log. La fenêtre de conversation permet la vérification orthographique avec Aspell qu’il faut installer en plus. Une fenêtre surgissante de notification est disponible avec le greffon Guifications et le greffon libnotify. Pidgin intègre une zone pour les notifications
Le logiciel intègre le NSS (Network Security Services) (en), ce qui permet un chiffrement des messages du client vers le serveur pour les protocoles qui le supportent. Les greffons Off-the-Record Messaging, et Pidgin encryption permettent un chiffrement des messages de bout en bout.

### Protocoles gérés par Pidgin
Parmi les protocoles gérés par Pidgin, on trouve (par ordre alphabétique) :
- Apple Bonjour
- Gadu-Gadu
- IBM Lotus Sametime (support depuis Pidgin 2.0.0)
- IRC
- MXit
- (en) MySpaceIM (support depuis Pidgin 2.2.0)
- Novell GroupWise
- OSCAR (utilisé par AIM, ICQ et MobileMe)
- Omegle Plateforme tiré du site du même nom permettant des dialogues totalement anonyme
- SILC
- SIMPLE (pour le moment, support uniquement de la fonction de discussion) (support depuis Pidgin 2.0.0)
- XMPP (utilisé, entre autres, par Google Talk, iChat Server, Oracle Communications Instant Messaging Server et Sun Java System Instant Messaging Server)
- Yahoo! Messenger
- Zephyr

Protocoles qui ne sont plus supportés dans Pidgin
- TOC (Talk to OSCAR), depuis Pidgin 2.0.0
- Napster via OpenNap, depuis Pidgin 2.0.0, sinon voir le greffon Napster (pas encore fonctionnel) du PluginPack
- Tencent QQ, depuis Pidgin 2.8.0

Protocoles supportés par des greffons non fournis avec Pidgin
Les greffons ci-dessous n'apparaissent pas dans la liste des greffons. À la place, ils créent de nouvelles entrées dans le champ protocole de l'éditeur de compte et permettent à l'utilisateur de se connecter à de nouveaux réseaux de discussion ou de messagerie instantanée.
- DirectNet, greffon tiers pour DirectNet (messagerie instantanée poste à poste)
- IMPS, greffon tiers pour Smart VAS (note les services IMPS disponibles dont SmartVas sont désormais arrêtés
- QQ, greffon tiers
- Xfire, greffon tiers
- RVP, greffon tiers pour le protocole Outlook RVP
- Battle.net, greffon tiers pour se connecter au service de messagerie instantanée battle.net
- Microsoft Office Communicator, greffon tiers
- ICB (Internet Citizen's Band), greffon tiers
- SNPP (Simple Network Paging Protocol), greffon tiers
- Skype, greffon tiers supportant le protocole de Skype (uniquement les messages écrits, pas les voix), le plugin nécessite l'installation de Skype
- Facebook Messenger, greffon tiers[4]
- Tox, greffon tiers[4]

Le logiciel permet d'être connecté en même temps sur plusieurs serveurs en utilisant plusieurs protocoles différents.

### Cryptographie
Les messages peuvent être chiffrés en utilisant un greffon Off-the-Record Messaging (OTR) disponible sur le site web du projet OTR.
Il y a aussi un greffon Pidgin-Encryption qui utilise le chiffrement RSA.

### Greffons supplémentaires
Il s'agit de greffons normaux c'est-à-dire qu'ils ne rajoutent pas de protocoles supplémentaires mais apparaissent dans la liste des greffons et fournissent des fonctionnalités supplémentaires.
- Guifications[7] qui permet d’afficher des notifications.
- Purple Plugin Pack[8] est un ensemble de 48 greffons qui ajoutent différentes fonctionnalités manquantes à Pidgin. La page d'accueil liste la totalité des greffons et les détaille sommairement.
- Pidgin Windows Position Manager[9] est un greffon qui permet à l'utilisateur de paramétrer la position de la fenêtre de discussion ainsi que d'autres fenêtres de Pidgin.
- CurrentTrack[10] est un greffon qui affiche la piste de musique écoutée par l'utilisateur dans les informations de l'utilisateur Pidgin, message disponible ou message absent, et l'icône du contact. Cela fonctionne avec les lecteurs multimédia iTunes, Winamp, RealPlayer, WMP, MusicMatch, MediaMonkey, XMPlay, Yahoo! et Foobar2000 sous Windows et XMMS, Rhythmbox et Amarok sous GNU/Linux.
- Music Info[11] est un greffon similaire à CurrentTrack ci-dessus, mais est limité aux lecteurs Winamp ou compatibles par API.
- Extended Preferences[12] est un greffon qui ajoute des préférences supplémentaires qui ont été souvent demandées dans le passé pour Pidgin et qui sont soit déjà implémentées et cachées, soit trop insignifiantes pour être implémentées via un greffon.